# Kosihovce
Kosihovce este o comună slovacă, aflată în districtul Veľký Krtíš din regiunea Banská Bystrica. Localitatea se află la altitudinea de 269 m deasupra n.m., se întinde pe o suprafață de 20,69 km2 și în 2017 număra 574 de locuitori.

## Istoric
Localitatea Kosihovce este atestată documentar din 1135.

## Demografie
| An:                | 1994 | 2004   | 2014   | 2024   |
| ------------------ | ---- | ------ | ------ | ------ |
| Număr de persoane: | 592  | 617    | 579    | 561    |
| Diferență:         |      | +4,22% | −6,15% | −3,10% |

| An:                | 2023 | 2024   |
| ------------------ | ---- | ------ |
| Număr de persoane: | 569  | 561    |
| Diferență:         |      | −1,40% |